# Relações entre China e Moçambique
As relações entre a República Popular da China e a República de Moçambique datam da década de 1960, quando a China passou a apoiar a luta da Frente de Libertação de Moçambique (FRELIMO), um partido moçambicano orientado ao marxismo, contra o colonialismo português. As relações diplomáticas foram formalmente estabelecidas a 25 de junho de 1975, assim que Moçambique obteve a independência de Portugal. Em novembro de 2006, Moçambique tornou-se o décimo terceiro país africano a ser adicionado à lista oficial dos destinos turísticos da China.

## Visitas bilaterais
Hu Jintao, o presidente da República Popular da China, fez uma visita oficial a Moçambique em fevereiro de 2007, durante a qual ele e Armando Guebuza, o presidente de Moçambique, prometeram uma maior cooperação nas áreas da economia, tecnologia, agricultura, educação e desportos. Xangai e Maputo partilham um relacionamento de cidades-irmãs.

## Comércio e investimento
O padrão do comércio da China com Moçambique difere dos seus principais parceiros comerciais no continente africano, como Angola, Nigéria e Sudão. A China importa principalmente produtos agrícolas e pesqueiros de Moçambique, mas poucas matérias-primas, embora exporte produtos manufaturados e maquinários. Entre 2004 e 2006, o comércio bilateral triplicou no valor de setenta milhões para duzentos e dez milhões de dólares estado-unidenses, tornando a China um dos três maiores parceiros comerciais de Moçambique, além da África do Sul e Portugal. A China também se tornou um importante comprador da madeira moçambicana; apesar das regulamentações locais que proíbem a exportação dos troncos não processados, que visam 	
compelir os países estrangeiros na esperança de obter recursos moçambicanos para investir na criação das instalações de processamento no país, muitos troncos são exportados ilegalmente.
Os empresários chineses não estão normalmente envolvidos na prática atual de exploração madeireira; ao invés disso, é realizado principalmente por moradores locais, que trazem a madeira para os compradores nas cidades portuárias. A China também se tornou um agente cada vez mais importante na indústria de construção de Moçambique; mais de um terço da construção das novas estradas de Moçambique, é atualmente realizada por empreiteiros chineses. Os contratantes de outros países, que perderam os negócios devido a custos mais altos, queixam-se que os empreiteiros chineses não fazem nenhum esforço para transferir habilidades ou tecnologia para os habitantes locais e não fazem uso de subcontratados locais ou regionais de trabalho, preferindo importar e gerenciar os seus próprios trabalhadores. No entanto, os locais de construção chineses são melhor organizados e têm uma menor taxa de roubo. Nos primeiros dez meses de 2012, o valor do comércio foi de mil milhões de dólares estado-unidenses, sendo Moçambique o vigésimo terceiro maior parceiro comercial da China.

## Auxílio ao desenvolvimento
Além do comércio, a China também começou a fornecer ajuda ao desenvolvimento para Moçambique. O Banco de Exportação e Importação da China fez empréstimos leves a Moçambique para a construção da infraestrutura, por exemplo, fornecendo sessenta milhões de dólares estado-unidenses em 2006 e cancelando duas vezes grandes proporções da dívida do país para a China, perdoando vinte e dois milhões em 2001 e trinta milhões em 2007. Também construíram vários edifícios governamentais e instalações públicas gratuitamente, como o edifício do parlamento nacional e o estádio nacional.